# Харви, Пи Джей
Пи Джей Харви (англ. PJ Harvey, полное имя: Полли Джин Харви, англ. Polly Jean Harvey; род. 9 октября 1969 года, Бридпорт, Дорсет, Англия, Великобритания) — британский музыкант, автор-исполнитель, писательница, поэтесса и композитор. «PJ Harvey» также является названием её музыкального коллектива. В первую очередь известная как вокалистка и гитаристка, она также владеет многими другими музыкальными инструментами.
Харви начала свою карьеру в 1988 году, когда присоединилась к местной группе Automatic Dlamini в качестве вокалистки, гитаристки и саксофонистки. Лидер группы, Джон Пэриш, надолго станет её творческим соратником. В 1991 году она сформировала трио «PJ Harvey» и впоследствии начала свою профессиональную карьеру. Трио выпустило два студийных альбома: Dry (1992) и Rid of Me (1993), после чего распалось, а Харви продолжила, как сольный артист. С 1995 года она выпустила ещё девять студийных альбомов с участием разных музыкантов, включая Джона Пэриша, бывшего товарища по группе Роба Эллиса, а также Мика Харви и Эрика Дрю Фельдмана, и много работала с продюсером Марком Эллисом.
Харви была награждена Mercury Prize в 2001 и 2011 годах за альбомы Stories from the City, Stories from the Sea (2000) и Let England Shake (2011) соответственно. Харви — единственный артист, который был награждён данным призом дважды. Также её восемь раз номинировали на премию BRIT Awards, семь раз на премию Грэмми и 2 раза на Mercury Prize (не считая выигранных номинаций). Журнал Rolling Stone в 1992 году наградил её званием «Лучший новый артист» (Best New Artist) и «Лучший автор-исполнитель» (Best Singer Songwriter), а в 1995 году «Артист года» (Artist of the Year), и включил Rid of Me, To Bring You My Love (1995) и Stories from the City, Stories from the Sea в список 500 величайших альбомов всех времён по версии журнала Rolling Stone (Rolling Stone’s 500 Greatest Albums of All Time). В 2011 году она была награждена на NME Awards «За выдающийся вклад в музыку». В июне 2013 года она стала кавалером Ордена Британской империи за музыкальные заслуги.

## Детство
Полли Джин Харви родилась 9 октября 1969 года в Бридпорте, вторым ребёнком Рэя и Евы Харви, которые владели бизнесом по добыче камня, и выросли на семейной ферме неподалёку от деревни Корскомбе, которая находится в нескольких милях к югу от города Йовиль. Полли Джин Харви также росла на ферме. Её отец и старший брат были каменотёсами, а мать — скульптором.
В детстве Харви посещала школу в соседнем городе Беминстер, где получала уроки игры на гитаре от фолк-автора-исполнителя Стива Найтли. Её родители были заядлыми музыкальными фанатами и регулярно устраивали тусовки и небольшие концерты; среди их старейших друзей был Иэн Стюарт. Родители познакомили Харви с музыкой, которая позже повлияет на её работу, включая блюзовую музыку, Captain Beefheart и Bob Dylan.
Будучи подростком, Харви начала изучать саксофон и присоединилась к инструментальной группе из восьми человек Bologne, которая базировалась в Дорсете под управлением композитора Эндрю Диксона. Она была также гитаристом в фолк-группе Polekats, с которым написала часть своего самого раннего материала. После окончания школы Харви училась в Yeovil College и посещала курсы по изобразительному искусству.
В 11 лет Харви освоила виолончель, саксофон и фортепиано, чуть позднее научилась играть на гитаре и ударных. Как и её мать, она увлекалась скульптурой, и в возрасте восемнадцати лет уехала в Лондон учиться скульптуре в колледж. Её работы даже выставлялись, но часть их во время пожара в колледже была бесследно утрачена.

## Музыкальная карьера
Пи Джей Харви начала музыкальную карьеру в таких проектах, как инструментальный октет Bologna, где она играла на саксофоне, фолк-группа Polekats, выступавшая в местных пабах, и в составе которой в возрасте 18 лет написала часть своего самого раннего материала.

### 1988—1994: Automatic Dlamini,DryиRid of Me
В июле 1988 года Харви стала участницей Automatic Dlamini, группы, которая базировалась в Бристоле, в которой она играла на гитаре, саксофоне и исполняла бэк-вокал в течение двух с половиной лет и приобрела обширный опыт игры в музыкальном ансамбле. Созданная Джоном Пэришем в 1983 году, группа состояла из меняющегося состава, в который в разное время входили Роб Эллис и Ян Оливер. Харви познакомилась с Пэришем в 1987 году через общего друга Джереми Хогга, слайд-гитариста группы. Она много путешествовала с группой, в том числе выступала в Восточной и Западной Германии, Испании и Польше в поддержку дебютного студийного альбома группы The D for Drum. Второе европейское турне проходило в течение июня и июля 1989 года. После тура группа записала свой второй студийный альбом Here Catch, Shouted His Father, в период с конца 1989 года по начало 1990 года. Это единственный материал Automatic Dlamini с участием Харви, но он остается невыпущенным, хотя бутлег-версии альбома находятся в обращении.
В январе 1991 года Харви ушла из Automatic Dlamini, чтобы сформировать собственный музыкальный коллектив PJ Harvey с бывшими коллегами по группе — Робом Эллисом и Яном Оливером; она установила длительные личные и профессиональные отношения с некоторыми участниками, особенно с приходом Пэриша, которого она назвала «музыкальной родственной душой». Пэриш впоследствии внёс значительный вклад в сольные студийные альбомы Харви, иногда выступал в качестве сопродюсера, и несколько раз гастролировала с ней. Как дуэт, Пэриш и Харви записали два совместных альбома, где Пэриш сочинил музыку, а Харви написала текст. Она также благодарна Пэришу за то, что он научил её своим примером выступать перед зрителями. Она говорила: «Во время работы с группой Джона, я видела его исполнение, и обнаружила чрезвычайно полезным для меня, как исполнителю взаимодействовать с людьми в аудитории, и я, вероятно, научилась этому от него». Кроме того, девушкой Пэриша в конце 1980-х была фотограф Мария Мокнац. Она и Харви стали близкими друзьями, и Мокнац стала снимать и создавать большинство обложек альбомов Харви и музыкальные клипы, что значительно способствовало публичному имиджу последней.
Харви решила назвать коллектив Pj Harvey, отклонив другие названия. Она говорила: «Мы играли с другими именами, но ничто не чувствовалось правильным или просто предлагало неправильный тип звука». Также это название позволило ей продолжать заниматься музыкой как сольная певица. Коллектив состоял из Харви на вокале и гитаре, Эллиса на ударных и бэк-вокале и Оливера на бас-гитаре. Оливер позже ушел, чтобы присоединиться к все ещё активному проекту Automatic Dlamini. Он был впоследствии заменен Стивом Воаном. «Гибельное» дебютное выступление коллектива состоялось на кегельбане в Charmouth Village Hall в апреле 1991 года. Харви позже рассказала об этом событии следующее: «Мы начали играть, и я полагаю, там было около пятидесяти человек, и во время первой песни мы очистили зал. Осталось только два человека. Мы сыграли всего три песни, и к нам подошла женщина, подошла к моему барабанщику, и кричала: „Разве ты не понимаешь, что ты никому не нравишься! Мы заплатим, ты можешь перестать играть, мы все равно заплатим!“».
В июне 1991 году Харви вместе с группой переезжает в Лондон, чтобы подать заявку на обучение скульптуре в Центральном колледже искусства и дизайна имени Святого Мартина, все ещё не решив относительно своей будущей карьеры, но вскоре принимает решение сконцентрироваться на музыке. За это время группа записала набор демо-песен и распространила их на звукозаписывающие лейблы. Независимый лейбл Too Pure согласился выпустить дебютный сингл группы «Dress» в октябре 1991 года, а позже подписал контракт с PJ Harvey. «Dress» получил массовое признание критиков после своего выхода и был признан синглом недели в Melody Maker приглашённым обозревателем Джоном Пилом, который восхищался PJ Harvey. Он говорил: «Полли Джин кажется измельчённой весом её собственных песен и аранжировок, как будто воздух буквально высасывается из них <…> восхитительно, если и не всегда приятно». Тем не менее, Too Pure мало рекламировал сингл, и критики утверждают, что «Melody Maker больше связан с успехом сингла „Dress“, чем с Too Pure Records». Через неделю после релиза, 29 октября, группа записала «живую» радио-сессию для Пила на BBC Radio 1, которая включала песни «Oh, My Lover», «Victory», «Sheela-Na-Gig» и «Water».
В следующем феврале группа выпустила «Sheela-Na-Gig» в качестве второго сингла, который был столь же известен, как и дебютный студийный альбом Dry (1992). Как и синглы, предшествующие выходу альбома, Dry получил ошеломляющий международный критический отклик. Альбом был поставлен Куртом Кобейном из группы Nirvana на шестнадцатое место в списке его любимых альбомов в посмертно изданных дневниках. Rolling Stone назвал Харви «Автором песен года» (Songwriter of the Year) и «Лучшей новой певицей» (Best New Female Singer). Также Харви появилась на обложке журнала NME. Вместе с обычной версией Dry было выпущено лимитированное издание с двумя пластинками, содержащее оригинальную и демо-версию каждого трека, которая называлась Dry Demonstration. Группа также была значительно освещена на Reading Festival в 1992 году.
Лейбл Island (PolyGram) подписал группу, и в декабре 1992 коллектив отправился в город Каннон-Фолс, штат Миннесота, США, чтобы записать «продолжение» Dry с продюсером Стивом Альбини. Перед записью с Альбини группа записала вторую сессию с Джоном Пилом и кавер-версию на песню Боба Дилана, а также две новые песни: «Me Jane» и «Ecstasy». Сессии записи с Альбини состоялись на студии Pachyderm и привели к выпуску альбома Rid of Me в мае 1993 года. Rolling Stone писал про альбом: «Он заряжен агрессивным эротизмом и рок-яростью. Он качается от блюза до готики и гранжа, часто в рамках одной песни». Альбом рекламировали два сингла: «50ft Queenie» и «Man-Size», а также туры по Великобритании в мае и по США в июне, который продолжался там в течение лета.
Кадры из американской части тура были смонтированы и выпущены в 1993 году в виде документального фильма Reeling with PJ Harvey, снятого Марией Мокнац. Последний тур группы состоялся в качестве разогрева у U2 в августе 1993 года, после чего коллектив официально распался. На последнем выступлении коллектива на американском телевидении в сентябре 1993 года на The Tonight Show with Jay Leno Харви исполнила сольную версию «Rid of Me». Сборник демозаписей 4-Track Demos был выпущен в октябре и открыл её карьеру в качестве сольного исполнителя. В начале 1994 года было объявлено, что менеджер U2 Пол Макгиннесс стал её менеджером.

### 1995—1999:To Bring You My LoveиIs This Desire?
Свою сольную карьеру Харви начала в сотрудничестве с другими музыкантами. В 1995 году она выпустила свой третий студийный альбом «To Bring You My Love» с участием бывшего товарища по группе Джона Пэриша, мультиинструменталиста Bad Seeds Мика Харви и французского барабанщика Жана-Марка Батти, которые будут продолжать выступать и записываться с Харви на протяжении всей её карьеры. Этот альбом был также её первым материалом, спродюсированным Марком Элисом, известным как Flood. Более подверженная влиянию блюза и в то же время более футуристическая работа, чем её предшественники, «To Bring You My Love» продемонстрировала расширение музыкального стиля Харви, в котором нашлось место для новых струнных инструментов, органов и синтезаторов. Во время последующих туров в поддержку альбома Харви также экспериментировала со своим имиджем и поведением на сцене.
Этот альбом вызвал фурор, став хитом современного рока на радио в Соединённых Штатах с его ведущим синглом «Down by the Water». Также были в меру успешными три последующих сингла: «C’mon Billy», «Send His Love to Me» и «Long Snake Moan». Альбом имел коммерческий успех, был продан миллион копий по всему миру, включая 370 000 в Соединённых Штатах. Альбом также получил серебряную сертификацию в Соединённом Королевстве, в течение семи месяцев после его выпуска было продано более 60 000 копий. В Соединённых Штатах, альбом был признан «Альбомом года» (Album of the Year) изданиями The Village Voice, Rolling Stone, USA Today, People, The New York Times и Los Angeles Times. Rolling Stone также назвали Харви «Артистом года» (Artist of the Year) в 1995 году. А в журнале Spin альбом занял третье место в списке «90 величайших альбомов 1990-х» после Nevermind группы Nirvana (1991) и Fear of a Black Planet (1990) группы Public Enemy.
Пи Джей Харви также поёт в альбоме лидера «Violent Femmes» Гордона Гано «Hitting the Ground» в одноимённой песне.
В 1996 году, после международного успеха «To Bring You My Love» и других коллабораций, Харви начала сочинять материал, который в итоге окажется в её четвёртом студийном альбоме. Материал значительно отличается от её прежней работы и привнес элементы электроники в её сочинения. Во время записи в 1997 году прежний барабанщик PJ Harvey Роб Эллис присоединился к группе, а Flood снова был нанят в качестве продюсера. Сессии, которые продолжались в апреле следующего года, привели к выходу пластинки «Is This Desire?» (1998). Хоть альбом и получил смешанные отзывы, он имел успех и был номинирован на премию Грэмми за «Лучшее исполнение альтернативной музыки» (Best Alternative Music Performance). Лидирующий сингл альбома «A Perfect Day Elise» был довольно успешным в Великобритании, достигнув 25-го места в UK Singles Chart.

### 2000—2006:Stories from the City, Stories from the SeaиUh Huh Her
В начале 2000 года Харви начала работу над своим пятым студийным альбомом «Stories from the City, Stories from the Sea» с Робом Эллисом и Миком Харви. Написанный в её родном Дорсете, а также в Париже и Нью-Йорке, альбом продемонстрировал более мейнстримное звучание инди-рока и поп-рока по сравнению с её предыдущим работами, а тексты песен следовали за темами любви, которые связаны с привязанностью Харви к Нью-Йорку. В записи поучаствовал вокалист Radiohead Том Йорк в трёх песнях, в том числе в «This Mess We’re in». После выпуска в октябре 2000 года альбом имел критический и коммерческий успех, был продан тиражом более миллиона копий по всему миру и вошёл в чарты в Великобритании и Соединённых Штатах. Были довольно успешными три сингла альбома: «Good Fortune», «A Place Called Home» и «This Is Love».
Альбом получил множество наград, в том числе номинацию на BRIT Award «Лучшая исполнительница» (Best Female Artist) и две номинации на премию Грэмми за «Лучший рок-альбом» (Best Rock Album) и «Лучшее женское исполнение рока» (Best Female Rock Performance) за третий сингл альбома «This Is Love». Также Харви была номинирована на Mercury Music Prize 2001 и выиграла её. Церемония награждения состоялась в день террористических актов 11 сентября 2001 года, и Харви в тот момент была в туре в Вашингтоне, округ Колумбия, в одном из пострадавших городов. Размышляя о том дне, в 2011 году она сказала: «Естественно, я оглядываюсь назад, и помню только те события, которые беспокоили весь мир, и выиграть приз в тот день — это не имело большого значения в грандиозной схеме вещей», и отметила, что «это был очень сюрреалистический день». В том же году Харви возглавила опрос читателей «100 величайших женщин в рок-музыке» (100 Greatest Women in Rock Music), проведенный журналом Q Magazine.
В течение трёх лет Харви работала над своим шестым студийным альбомом «Uh Huh Her», который был выпущен в мае 2004 года. Впервые с 4-Track Demos (1993) Харви играла на всех инструментах, за исключением барабанов, на которых сыграл Роб Эллис, и была единственным продюсером. Альбом получил «в целом благоприятные отзывы» критиков, хотя его продакшн часто подвергался критике. Альбом также был коммерчески успешным, достиг 12-го места в UK Albums Chart и получил серебряную сертификацию Британской ассоциации производителей фонограмм в течение месяца после выпуска.
Харви также совершила обширное мировое турне по продвижению альбома, которое длилось семь месяцев. Избранные записи из тура были включены в первый концертный DVD Харви On Tour: Please Leave Quietly. Срежиссированный Марией Мокнац, он был выпущен в 2006 году.

### 2007—2014:White ChalkиLet England Shake
Во время своего первого выступления после тура в поддержку «Uh Huh Her» на Hay Festival of Literature & Arts 26 мая 2006 года, Харви показала, что её следующий альбом будет почти полностью базироваться на фортепьяно. После октябрьского выпуска The Peel Sessions 1991–2004, сборника песен, записанных с 1991 по 2000 год во время её радио сессий с Джоном Пилом, она начала записывать свой седьмой студийный альбом «White Chalk» в ноябре вместе с Flood, Джоном Пэришем, Эриком Дрю Фельдманом и барабанщиком Джимом Уайтом в студии в Западном Лондоне. «White Chalk» был выпущен в сентябре 2007 года и ознаменовал радикальный отход от её обычного стиля альтернативного рока, и состоял в основном из фортепианных баллад. Альбом получил положительные отзывы, его стиль описывается как содержащий «псевдо-викторианские элементы — драма, сдержанность, устаревшие инструменты и звуки». Сама Харви сказала об альбоме: «Когда я слушаю запись, я чувствую себя в другой вселенной, на самом деле, и я не уверена, находится ли она в прошлом или в будущем. Запись сбивает меня с толку, и это то, что мне нравится — я не чувствую этого времени сейчас, но я не уверена, было ли оно сто лет назад или будет через сто лет в будущем», резюмируя звучание альбома как «действительно странное». Во время тура в поддержку альбома Харви выступала сольно, без группы, а также начала выходить на сцену c автоарфой, которая становится её основным инструментом после гитары и повлияла на её материал после White Chalk.
18 апреля 2010 года Харви появилась на британском утреннем политическом воскресном ток-шоу The Andrew Marr Show, чтобы исполнить новую песню под названием «Let England Shake» в присутствии премьер-министра Гордона Брауна. В интервью с Марром перед выступлением она заявила, что новый материал, который она написала, «сформировался из ландшафта, в котором я выросла и из истории этой страны». Её восьмой студийный альбом «Let England Shake» был выпущен в феврале 2011 года и получил всеобщее признание критиков. Издание NME поставила альбому оценку 10 из 10. В рецензии работу охарактеризовали, как «запись, которая проникает глубоко в сердце самой войны и это резонирует со всем прошлым, настоящим и будущим Англии». Другие обозреватели отмечали его темы и стиль как «кровавые и сильные», что он смешивает «воздушную форму с жестоким содержанием», и это «её самый сильный альбом». В работе над альбомом участвовали Джон Пэриш, Мик Харви и Жан-Марк Баттии. Квартет активно гастролировал при его продвижении. После выпуска двух синглов альбома — «The Words That Maketh Murder» и «The Glorious Land», и коллекции короткометражных фильмов Шеймуса Мёрфи, сопровождавших альбом, Харви получила 6 сентября свою вторую награду Mercury Music Prize. Харви стала единственной из артистов, получившей награду дважды, что отмечено в Книге рекордов Гиннесса. Продажи «Let England Shake» увеличились сразу после её победы. 23 сентября «Let England Shake» получил Золотую сертифицикацию в Великобритании и был включён в список альбомов года журналами MOJO и Uncut.
3 августа 2013 года Харви выпустила песню Shaker Aamer в поддержку задержанного в лагере для заключенных Гуантанамо Шейкера Аамера, который был последним гражданином Великобритании, содержавшимся там. Песня подробно описывает, что Аамер пережил во время своей четырёхмесячной голодовки.

### 2015 — настоящее время:The Hope Six Demolition ProjectиAll About Eve
16 января 2015 года Харви начала записывать свой 9-й студийный альбом перед живой аудиторией. Специально для этого была построена студия звукозаписи в лондонском Сомерсет-хаус. Журнал Uncut отметил, что в новом альбоме, так же, как и в предыдущем «Let England Shake», многие тексты были политически заряженными, но на этот раз они были более глобально сфокусированы. Во время записи Харви сыграла на саксофоне и автоарфе. Flood подтвердил, что он продюсер альбома. 18 декабря 2015 года Харви выпустила 20-секундный тизер альбома, который содержал дату выпуска — весна 2016 года. 21 января 2016 года состоялась премьера дебютного сингла «The Wheel» и было объявлено название альбома «The Hope Six Demolition Project» на шоу Стива Ламака на BBC Radio 6 Music. Также была объявлена дата выхода альбома — 15 апреля. Новое видео на песню «The Orange Monkey» было опубликовано 2 июня 2016 года. Его снял ирландский режиссёр Шеймус Мёрфи, используя кадры из поездок Мерфи и Харви в Афганистан. Песня «The Community of Hope|en» впервые прозвучала на радио в передаче Шона Кивени 10 марта 2016 года. Музыкальный клип на песню «The Wheel» вышел 1 февраля 2016 года, а на песню «The Community of Hope» — 18 марта 2016-го. Оба клипа были сняты режиссёром Шеймусом Мёрфи.
Альбом достиг первого места в UK Albums Chart и был номинирован на премию Грэмми в категории «Лучший альбом альтернативной музыки» (Best Alternative Music Album category). Харви провела большую часть 2016 и 2017 годов в мировом турне вместе со своей группой из девяти человек. Выступления состоялись в Северной и Южной Америке, Европе и Австралии.
В 2017 году Харви снялась в клипе на песню «The Camp», записанную в сотрудничестве с египетским музыкантом Рами Эссамом. На видео показана жизнь детей-беженцев в долине Бекаа. Режиссёр — Рик Холбрук, продюсер и запись — Джон Пэриш. Вся прибыль перечислена ливанской благотворительной организации Beyond Association.
Шеймус Мёрфи выпустил документальный фильм «A Dog Called Money», рассказывающий о совместной поездке в Вашингтон, Косово и Афганистан, а также о создании альбома «The Hope Six Demolition Project». Премьера состоялась на 69 Берлинском международном кинофестивале. Показ проходил и в России на Beat Film Festival 2019.
12 апреля 2019 года вышел десятый студийный альбом Харви «All About Eve», включающий оригинальную музыку для одноимённого спектакля Иво ван Хове (театральной адаптации классического фильма «Всё о Еве»). В альбом вошли инструментальные композиции, а также две песни, исполненные ведущими актрисами спектакля, Джиллиан Андерсон и Лили Джеймс.
В июне 2019 года Харви опубликовала несколько новых песен, которые вошли в саундтрек к мини-сериалу The Virtues, а также клип на композицию «The Crowded Cell».

## Личные и совместные проекты
За свою карьеру Харви сотрудничала с рядом других артистов. В 1995 году она приняла участие в записи шотландской народной песни «Henry Lee» в дуэте с Ником Кейвом, а также в кавере на песню «Death Is Not the End» Боба Дилана. Обе песни вошли в альбом Murder Ballads (1996) коллектива Nick Cave and the Bad Seeds. В том же году она спела песню «Who Will Love Me Now?» в фильме Филиппа Ридли «Тёмный полдень» (The Passion of Darkly Noon). В мае 1998 года, перед выходом Is This Desire?, она поучаствовала в записи альбома Angels with Dirty Faces исполнителя Tricky, спев в песне «Broken Homes», а также внесла вклад в альбом It’s a Wonderful Life 2001 года группы Sparklehorse, сыграв на гитаре, фортепиано и исполнив бэк-вокал для песен «Eyepennies» и «Piano Fire». После тура в поддержку Stories from the City, Stories from the Sea, она записала вокал к восьми трекам на Volume 9: I See You Hearin' Me и Volume 10: I Heart Disco сайд-проекта Джона Хомме The Desert Sessions, а также появляется в клипе на песню «Crawl Home». В течение 2004 года Харви продюсировала альбом Funny Cry Happy Gift Тиффани Андерс, а также написала, спродюсировала и исполнила пять песен для альбома Before the Poison Марианны Фейтфулл, и исполнила бэк-вокал в песнях «Hit the City», «Methamphetamine Blues» и «Come to Me» в альбоме Bubblegum Марка Ланегана. Харви написала песню «Slow-Motion Movie-Star» для четвёртого студийного альбома Two of Diamonds Мика Харви, выпущенного в 2007 году.
Харви также записала два студийных альбома с давним соратником Джоном Пэришем. «Dance Hall at Louse Point» (1996) был написан совместно с Пэришем, за исключением песни «Is That All There Is?», написанной Джерри Либером и Майком Столлером. Харви также говорила о том, что альбом стал «огромным переломным моментом» и «лирически он переместил меня в области, в которых я никогда раньше не была». В 1998 году она исполнила ведущий вокал в песне «Airplane Blues», которая стала саундтреком к художественной выставке Wingwalkers Ребекки Годдард и жены Пэриша, Мишель Хеннинг. Песня была выпущена в качестве заключительной во втором сольном альбома Пэриша How Animals Move в 2002 году. После выхода White Chalk Харви воссоединилась с Пэришем, чтобы записать альбом «A Woman a Man Walked By», который был опубликован в марте 2009 года. Как и Dance Hall at Louse Point, альбом получил положительные отзывы, но также имел умеренный коммерческий успех, достигнув 25-го места в UK Albums Chart. Харви сотрудничала с египетским художником Рами Эссамом в благотворительном сингле «The Camp», выпущенном в июне 2017 года для помощи детям в ливанской долине Бекаа, бежавшим от гражданской войны в Сирии.
Помимо коллабораций Харви также поучаствовала в ряде проектов в качестве композитора. В январе 2009 года на Бродвее начался новый этап производства пьесы «Гедда Габлер» Генрика Ибсена. Режиссёром стал Иэн Риксон, а в главной роли сыграла Мэри-Луиз Паркер. В пьесе была представлена оригинальная музыка, написанная Харви. В ноябре 2011 года Харви составила часть музыкальной партитуры для постановки «Гамлета» в лондонском театре «Янг-Вик» (Young Vic). Харви также работала с Иэном Риксоном над несколькими другими проектами, сочиняя музыку для представлений «Электра» (Electra), поставленной в театре «Олд Вик» (Old Viс), «Гнездо» (The Nest), поставленном в Янг-Вике, и «Козёл» (The Goat). В мае 2012 года Харви написала песни «Horse» и «Bobby Don’t Steal» для фильма Марка Казинса «What is This Film Called Love?». В сентябре 2018 года Харви объявила, что её пригласили поучаствовать в лондонской постановке «Всё о Еве» (All About Eve) Иво ван Хове. Кроме того, Харви поучаствовала в создании саундтрека ряда кинолент, телевизионных и радиопередач. Она создала оригинальную музыку ко второй серии британской криминальной драмы «Острые козырьки», а также внесла значительный вклад в саундтрек к американской драме «Клиент всегда мёртв». Харви также внесла музыкальный вклад в такие фильмы, как «Баския», «Колыбель будет качаться» и «Стелла плетёт интриги» (Stella Does Tricks). Также Харви написала музыку для британского телевизионного драматического сериала «The Virtues». Сценаристом и режиссёром стал Шейн Медоуз, в главной роли Стивен Грэм. В саундтрек вошла в том числе песня «The Crowded Cell», играющая в заключительных титрах.

### Не музыкальные проекты
Харви снялась в ряде фильмов. В 1998 году она появилась в фильме Хэла Хартли «Книга жизни: В ожидании Апокалипсиса» в роли Магдалины — современного персонажа, основанного на библейской Марии Магдалине, и сыграла камео в роли Playboy Bunny в короткометражном фильме «A Bunny Girl’s Tale», который срежиссировала Сара Майлз, где она также исполняет «Нину в экстазе». Харви также сотрудничал с Майлз в другом фильме — «Amaeru Fallout 1972», в котором Харви исполняет кавер на песню «When Will I See You Again».
Харви также является опытным визуальным художником, и выставляла несколько работ в Lamont Gallery и в Bridport Arts Centre. В 2010 году она была приглашена в качестве дизайнера для летнего номера литературного журнала Фрэнсиса Форда Копполы
Zoetrope: All-Story. В номере были представлены картины и рисунки Харви, а также рассказы Вуди Аллена.
4 апреля 2008 года она появилась в программе Private Passions на BBC Radio 3. В декабре 2013 года Харви впервые выступила с публичным чтением стихов в Британской библиотеке. 11 февраля 2019 года BBC Radio 4 транслировало эпизод Behind the Scenes, во время которого журналист Джон Уилсон присоединился к Харви в её доме, чтобы наблюдать, как она создавала партитуру для постановки All About Eve в Вест-Энде.
В декабре 2014 года The New Yorker опубликовал её стихотворение The Guest Room. В октябре 2015 года она опубликовала свой первый сборник стихов в сотрудничестве с фотографом Шеймусом Мёрфи под названием The Hollow of The Hand. Для создания книги Харви и Мёрфи совершили несколько поездок в Косово, Афганистан и Вашингтон, округ Колумбия. Шеймус Мёрфи ранее работал с Харви над созданием 12 короткометражных фильмов для Let England Shake. Её новые работы будет представлены во второй книге поэзии.

## Музыкальный стиль и влияние
Харви обладает обширным вокальным диапазоном контральто. Харви не любит повторяться в своей музыке, что приводит к совершенно разным звучаниям альбомов. В октябре 2004 года в интервью Rolling Stone она сказала: «Когда я работаю над новой записью, самое важное — не повторяться <…> это всегда моя цель: попытаться открыть новые горизонты и действительно бросить вызов себе. Потому что так я учусь». Её музыкальный стиль описывался как альтернативный рок, панк-блюз, арт-рок и авант-рок. Она экспериментировала с различными другими жанрами, включая электронику, инди-рок и народную музыку. Харви также известна тем, что меняла свой внешний сценический облик для каждого альбома, изменяя стиль одежды или прически, и для каждой работы создаёт уникальную эстетику, которая распространяется от обложки альбома до живых выступлений.
В раннем возрасте родители познакомили её с блюзовой музыкой и джазом, которые, как она сказала Rolling Stone в 1995 году, впоследствии повлияли на неё: «меня воспитывали на прослушивании Джона Ли Хукера, Хаулина Вулфа, Роберта Джонсона и много Джими Хендрикса и Капитана Бифхарта». В подростковые годы она начала слушать группы в стилях нью-вейв и синти-поп, такие как Soft Cell, Duran Duran и Spandau Ballet. В более поздние подростковые годы она стала поклонницей американских инди-рок-групп, включая Pixies, Slint и Neil Young. Она также черпала вдохновение в русской народной музыке, творчестве итальянского композитора Эннио Морриконе, классических композиторов, таких как Арво Пярт, Сэмюэл Барбер и Хенрик Гурецкий. Oна также называет Патти Смит и Сьюзи Сью (из Siouxsie and the Banshees) среди художниц, которыми она восхищается. Как автор текстов Харви цитирует многочисленных поэтов и авторов, которые повлияли на её работу, включая Гарольда Пинтера, Т. С. Элиота, Уильяма Батлера Йейтса, Джеймса Джойса, Теда Хьюза и современников, таких как Шейн Макгоуэн и Джез Баттеруорт.

## Личная жизнь
В начале 1990-х у Харви была романтическая связь с барабанщиком и фотографом Джо Дилвортом. С 1996 по 1997 год, после музыкального сотрудничества, у Харви были отношения с Ником Кейвом, и их последующий распад повлиял на студийный альбом Кейва The Boatman’s Call (1997), в частности на такие песни, как «Into My Arms», «West Country Girl» и «Black Hair», написанные о ней.
У Харви есть старший брат Сол.
Харви была назначена кавалером Ордена Британской Империи (MBE) королевой Елизаветой II за музыкальные заслуги. В 2014 году Лондонский университет Голдсмитс присвоил ей почетную степень доктора музыки.

## Дискография

### Студийные альбомы
| - Dry (1992) - Rid of Me (1993) - To Bring You My Love (1995) - Is This Desire? (1998) - Stories from the City, Stories from the Sea (2000) | - Uh Huh Her (2004) - White Chalk (2007) - Let England Shake (2011) - The Hope Six Demolition Project (2016) - All About Eve (2019) - I Inside the Old Year Dying (2023) |

### Компиляции и живые выступления
| - 4-Track Demos (1993) - The B Sides (1995) - Maniac B-Sides 1991—1995 (1996) | - iTunes Originals: PJ Harvey (2004) - B-Sides (2004) - The Peel Sessions 1991–2004 (2006) |

### Совместные работы
- Dance Hall at Louse Point (с Джоном Пэришем) (1996)
- A Woman a Man Walked By (с Джоном Пэришем) (2009)
- Henry Lee  (с Ником Кейвом) (1995)

### EP
- iTunes Sessions (2011)[150]

### Синглы
| - Dress (1991) - Sheela-Na-Gig (1992) - 50 Ft Queenie (1993) - Man-Size (1993) - C’mon Billy (1995) - Down by the Water (1995) - Send His Love To Me (1995) - That Was My Veil (1996) - A Perfect Day Elise (1998) - The Wind (1999) - Good Fortune (2000) - You Said Something (2000) - A Place Called Home (2001) - This is Love/You Said Something (2001) | - The Letter (2004) - You Come Through (2004) - Shame (2004) - The Piano (2007) - The Devil (2008) - Black Hearted Love (2009) - The Glorious Land (2011) - The Words That Maketh Murder (2011) - Written on the Forehead (2012) - Guilty (2016) - A Dog Called Money / I’ll Be Waiting (2017) - The Camp (2017) - An Acre of Land (2018) |

### Фильмы
| - Reeling With PJ Harvey (1993) VHS - PJ Harvey On Tour: Please Leave Quietly (2006) DVD | - Let England Shake: 12 Short Films By Seamus Murphy (2011) DVD - A Dog Called Money (2019) |

## Участники коллектива

#### Нынешние участники
- Полли Харви — вокал, саксофон, гитара, автоарфа, фортепьяно, орган, клавишные, скрипка, виолончель, вибрафон, маримба, перкуссия, джембе, бас, мелодика, цитра, гармоника, арфа (1991 — н. в.).
- Терри Эдвардс — бэк-вокал, саксофоны, перкуссия, клавишные, гитара, флейта, басовая гармоника, мелодика, труба (гость живого выступления 1993 года, студийный гость 1997 года, постоянный участник с 2014 по н. в.).
- Джеймс Джонстон — бэк-вокал, клавишные, скрипка, гитара, орган (гость живого выступления 1993 года, постоянный участник с 2014 года по н. в.).
- Джон Пэриш — бэк-вокал, гитара, барабаны, клавишные, бас, банджо, орган, гавайская гитара, тромбон, родес-пиано, меллотрон, ксилофон, перкуссия (1994—1998, 2006 — н. в.).
- Мик Харви — бэк-вокал, бас, клавишные, орган, гитара, ударные, фисгармония, аккордеон, басовая гармоника, фортепиано, родес-пиано, ксилофон, перкуссия (1994—2001, 2009 — н. в.).
- Жан-Марк Батти — бэк-вокал, ударные, перкуссия (1994—1996, 2006 — н. в.).
- Ален Йоханнес — бэк-вокал, гитары, клавишные, перкуссия, саксофон (2014 — н. в.).
- Кенрик Роу — бэк-вокал, перкуссия (2014 — н. в.).
- Энрико Габриелли — бэк-вокал, перкуссия, бас-кларнет (2014 — н. в.).
- Алессандро Стефана — бэк-вокал, гитары (2014 — н. в.)

#### Бывшие участники
| - Роб Эллис — ударные и перкуссия, вокал, фисгармония, фортепиано, бубен, синтезатор, клавишные, колокольчики, клавесин, вибрафон (1991—1993, 1996—2005). - Ян Оливер — бас (1991, 2003). - Стив Воан — бас (1991—1993). - Ник Баньялл — бас, клавишные (1994—1995). - Джо Гор — гитара (1994—1996). - Эрик Дрю Фельдман — фортепиано, клавишные, бас, меллотрон, minimoog, бэк-вокал (1994—2001, 2006—2009). | - Джереми Хогг — гитара (1996—1998). - Маргарет Фидлер — гитара, виолончель (2000—2001). - Тим Фартинг — гитара (2000—2001). - Саймон «Динго» Арчер — бас (2004). - Джош Клингхоффер — гитара, ударные, перкуссия (2004). - Джим Уайт — барабаны (2006—2007). - Карла Азар — барабаны (студийный гость 2006—2008). - Джованни Феррарио — гитара (2006—2009). |